# Эдуард Мученик
Эдуард Мученик (также Эдуард II; англ. Edward the Martyr; 962 — 18 марта 978) — король Англии в 975—978 годах. Представитель Уэссекской династии. Сын Эдгара Миролюбивого и его первой жены Этельфледы. Канонизирован в 1001 году. Почитается как святой в Православной, Католической и Англиканской церквях.
Коронован в Кингстоне в 975 году.
18 марта 978 года (по другой версии, в 979 году) юный король был приглашён в замок Корф в Дорсете, где в то время жили принц Этельред и его мать Эльфтрита, вторая жена покойного Эдгара. Слуги Эльфтриты окружили Эдуарда в мнимом приветствии, неожиданно схватили его за руки, а один вонзил кинжал в грудь короля. Эдуард вывалился из седла, а лошадь понесла его к лесу возле замка. Во время падения нога короля зацепилась за стремя и напуганные очевидцы могли наблюдать, как тело смертельно раненного правителя волочилось по земле позади коня. Когда наконец люди короля догнали и остановили лошадь, Эдуард был уже мёртв.
В 1982 году мощи Эдуарда были переданы Русской православной церкви заграницей, которая поместила их в церкви Святого Эдуарда Мученика при кладбище Бруквуд в графстве Суррей. После воссоединения РПЦЗ и Русской православной церкви находится под юрисдикцией «Синода противостоящих».

## Биография

### Происхождение и наследование
Дата рождения Эдуарда неизвестна, но он был старшим из трёх детей Эдгара. Скорее всего, он был ещё подростком, когда унаследовал отцу, который умер в 32 года в 975 году. Известно, что Эдуард был сыном короля Эдгара, но не был сыном Эльфриды, его третьей жены. Это, но не более того, известно из англосаксонских документов.
Более поздние источники сомнительной надёжности обращаются к личности матери Эдуарда. Самый ранний из таких источников — написанное Осберном Кентерберийским в 1080-х годах жизнеописание Дунстана. Осберн пишет, что матерью Эдуарда была монахиня из Уилтонского аббатства, которую соблазнил король. Когда Эдмер писал о жизни Дунстана несколько десятилетий спустя, он изложил иную историю о происхождении Эдуарда, которая отрицала, что Эдуард был сыном связи между Эдгаром и монахиней, и представляла его сыном Этельфледы, дочери «элдормена Восточной Англии», на которой Эдгар женился в годы правления Мерсией (между 957 и смертью Эдвига в 959 году). Дополнительные сведения можно получить из жизнеописания дочери Эдгара святой Эдит Уилтонской от Госцелина и хроник Иоанна Вустерского и Вильяма Мальмсберийского. Все эти различные источники предполагают, что матерью Эдуарда была знатная женщина по имени Этельфледа, со вторым именем «Candida» или «Eneda» — «Белая» или «Белая Утка».
В хартии 966 года Эльфтрита, на которой Эдгар женился в 964 году, описана как «законная жена» короля, а их старший сын Эдмунд, как законный сын. Эдуард отмечен как королевский сын. Однако, генеалогия, созданная около 969 года в Гластонберийском аббатстве даёт Эдуарду превосходство над Эдмундом и Этельредом. Эльфтрита была вдовой элдормена из восточной Англии и, возможно, третьей женой Эдгара. Противоречия в идентификации матери Эдуарда, и тот факт, что Эдмунд, кажется, рассматривался как законный наследник до его смерти в 971 году, позволяют предположить, что Эдуард мог быть незаконным ребёнком.
К родному брату Эдмунда Этельреду могла перейти позиция наследника короны. В хартии одному из аббатств Уинчестера упоминаются имена Эльфтриты и её сына Этельреда. Когда Эдгар умер 8 июля 975 года, Этельреду, возможно, было девять, а Эдуард был лишь на несколько лет старше.

### Споры вокруг наследования
Эдгар был сильным правителем, который проводил монастырские реформы, возможно, не желаемые церковью и знатью, опираясь на главных священнослужителей времени: архиепископа Кентерберийского Дунстана, архиепископа Йоркского Освальда Вустерского и епископа Этельвольда Уинчестерского. Наделяя реформированные бенедиктинские монастыри землями, необходимыми для их поддержки, он лишил их многих из низшего дворянства, и переписал аренды и займы земли в пользу монастырей. Белое духовенство, многие из которого были представителями знати, было исключено из новых монастырей. При жизни Эдгара королём оказывалась сильная поддержка реформам, но после его смерти недовольство, спровоцированное этими изменениями, вышло наружу.
Все ведущие деятели поддерживали реформы, но они теперь не были объединены. Отношения между архиепископом Дунстаном и епископом Этельвольдом могли быть напряжёнными. Архиепископ Освальд был не в ладах с Эльфхиром, элдорменом Мерсии, а Эльфхир и его родственники соперничали за власть с Этельвином, элдорменом Восточной Англии. Дунстан, как говорили, ставил под сомнение свадьбу Эдгара на вдовствующей королеве Эльфриде и легитимность их сына Этельреда.
Эти лидеры имели разные мнения относительно того, кто унаследует Эдгару: Эдуард или Этельред. Ни закон, ни прецеденты не давали достаточных указаний. Выбор между сыновьями Эдуарда Старшего разделил королевство, и старший брат Эдгара Эдвиг был вынужден отдать большую часть королевства ему. Вдовствующая королева, естественно, поддержала притязания своего сына Этельреда, совместно с епископом Этельвольдом; Дунстан поддерживал Эдуарда, как и архиепископ Освальд. Вполне вероятно, что элдормен Эльфхир и его родственники поддерживали Этельреда, а Этельвин со своими родичами — Эдуарда, хотя некоторые историки утверждают обратное.
Последующие источники предполагают, что роль в аргументации сыграли представления о легитимности, так же как и относительный возраст двух кандидатов. Со временем, Эдуард был помазан архиепископами Дунстаном и Освальдом в Кингстоне-на-Темзе, скорее всего в 975 году. Существуют свидетельства, что решение стало результатом компромисса. Этельред вступил во владения землями, которые обычно принадлежали сыновьям короля, некоторые из которых были пожалованы Эдгаром Абингдонскому аббатству и теперь были насильно отобраны.

### Правление Эдуарда

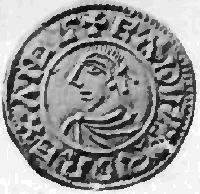
Пенни, отчеканенная в правление Эдуарда в Стамфорде, Линкольншир

После записи о восшествии на трон Эдуарда в «Англосаксонской хронике» сообщается о появившейся комете, за чем последовал голод и «многочисленные возмущения». «Многочисленные возмущения», иногда называемые антимонархической реакцией, начались вскоре после смерти Эдгара. В это время опытный элдормен Ослак из Нортумбии, удачно правивший большей частью северной Англии, был сослан по неизвестным причинам. За Ослаком место элдормена занял Торед, либо сын Ослака, либо сын Гуннара, упомянутый в «Хрониках» в 966 году.
Эдуард, или скорее тот, кто управлял страной от его имени, также назначил ряд элдорменов на должности в Уэссексе. Немного известно о двух из них, и трудно определить, к какой партии они принадлежали. Эдвин, вероятно управлявший Суссексом и, возможно, частью Кента и Суррея, был похоронен в Абингдоне, а аббатстве, которому покровительствовал Эльфхир. Этельмер, правивший Гэмпширом, владел землями в Ратленде, возможно имея связи с Этельвином.
Третий элдормен Этельвард, наиболее известный по своему изложению латинской истории, правил на западе. Этельвард был потомком короля Этельреда I и, возможно, братом жены короля Эдвига. Он, скорее всего, был сторонником Эдуарда.
В некоторых местах белое духовенство вернулось в монастыри. Их главным противником был епископ Этельвольд, а Дунстан, кажется, не особо в это время поддерживал своих коллег-реформаторов. В целом, крупные землевладельцы воспользовались возможностью вернуть многие из земель, пожалованных Эдгаром монастырям, и заставили настоятелей переписать аренды и займы в пользу местной знати. Лидером в этом отношении был элдормен Эльфхир, нападавший на сеть монастырей в Мерсии. Соперник Эльфхира Этельвин, яро защищая аббатство Рамси, которым владела его семья, между тем жёстко обращался с аббатством Или и другими монастырями. В какой-то момент этих волнений Эльфхир и Этельвин перешли в состояние, близкое к открытой войне. Это могло быть вызвано абмициями Эльфхира в восточной Англии и его нападениями на аббатство Рамси. Этельвин, при поддержке своего родственника Брихтнот, элдормена Эссекса, и других, собрал войско, и Эльфхир отступил.

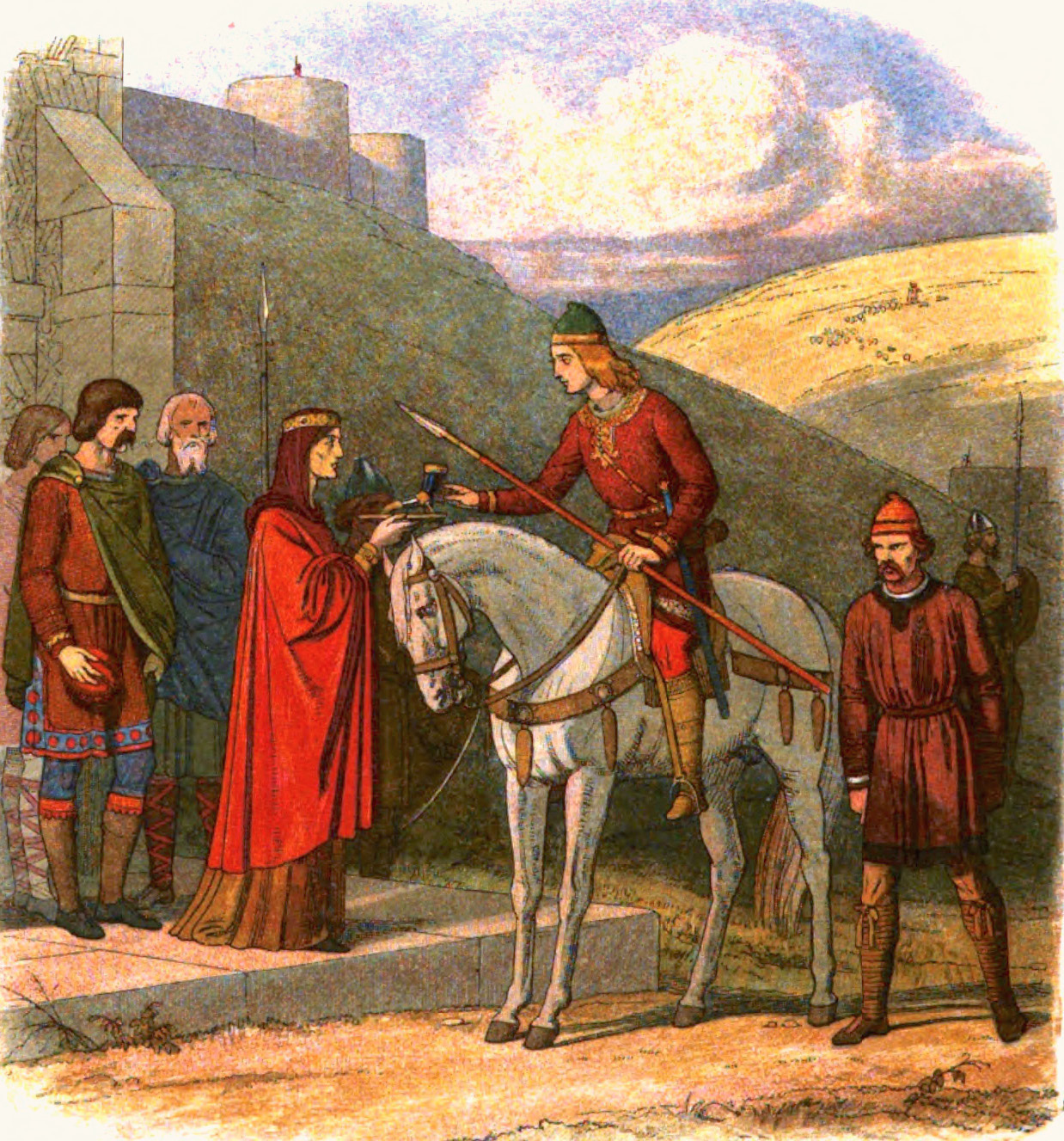
На изображении XIX века Эдуард Мученик принимает чашу мёда от вдовы Эдгара Эльфтриты, не зная, что она замышляет его убийство

От правления Эдуарда осталось мало хартий, возможно, три, поэтому о его коротком царствовании известно не много. С другой стороны, осталось множество хартий времени правления его отца Эдгара и сводного брата Этельреда. Все дошедшие до нас хартии составлены в Уэссексе; две касаются Кредитона, где был епископом бывший учитель Эдуарда Сайдмен. В правление Эдгара монетные штампы изготавливались только в Уинчестере и оттуда распространялись в другие монетные дворы королевства. В правление Эдуарда было разрешено изготавливать штампы также в Йорке и Линкольне. По общему впечатлению сила королевской власти на севере и в середине страны уменьшилась. Аппарат правительства продолжал функционировать, советы и соборы собрались в Киртлингтоне в Оксфордшире после пасхи 977 года, и в следующем году вновь в Кальне в Уилтшире. Во встречу в Кальне некоторые советники были убиты, а другие получили травмы, когда проломился пол их комнаты.

### Смерть
В наиболее подробной версии Англосаксонских хроник сказано, что Эдуард был убит 18 марта 978 года во время посещения Эльфтриты и Этельреда, возможно недалеко от холма, на котором сейчас стоят руины замка Корф. Там также сказано, что он был похоронен в Уорхэме «без всяких королевских почестей». Составитель этой версии Хроник, называемой «Питерборская хроника», говорит:
«С тех пор как англичане пришли на остров Британия, они не совершили деяния ужаснее этого. Люди убили его, но Бог возвеличил его: в жизни — земной король, а по смерти — небесный святой. Земные родичи не отомстили за его смерть, зато Небесный Отец отмстил сполна».Оригинальный текст (англ.)
No worse deed for the English race was done than this was, since they first sought out the land of Britain. Men murdered him, but God exalted him. In life he was an earthly king; after death he is now a heavenly saint. His earthly relatives would not avenge him, but his Heavenly Father has much avenged him.
Другие версии Хроник содержат меньше деталей, в старейшем тексте указано только, что он был убит, тогда как в версии 1040-х годов сказано, что он погиб смертью мученика.

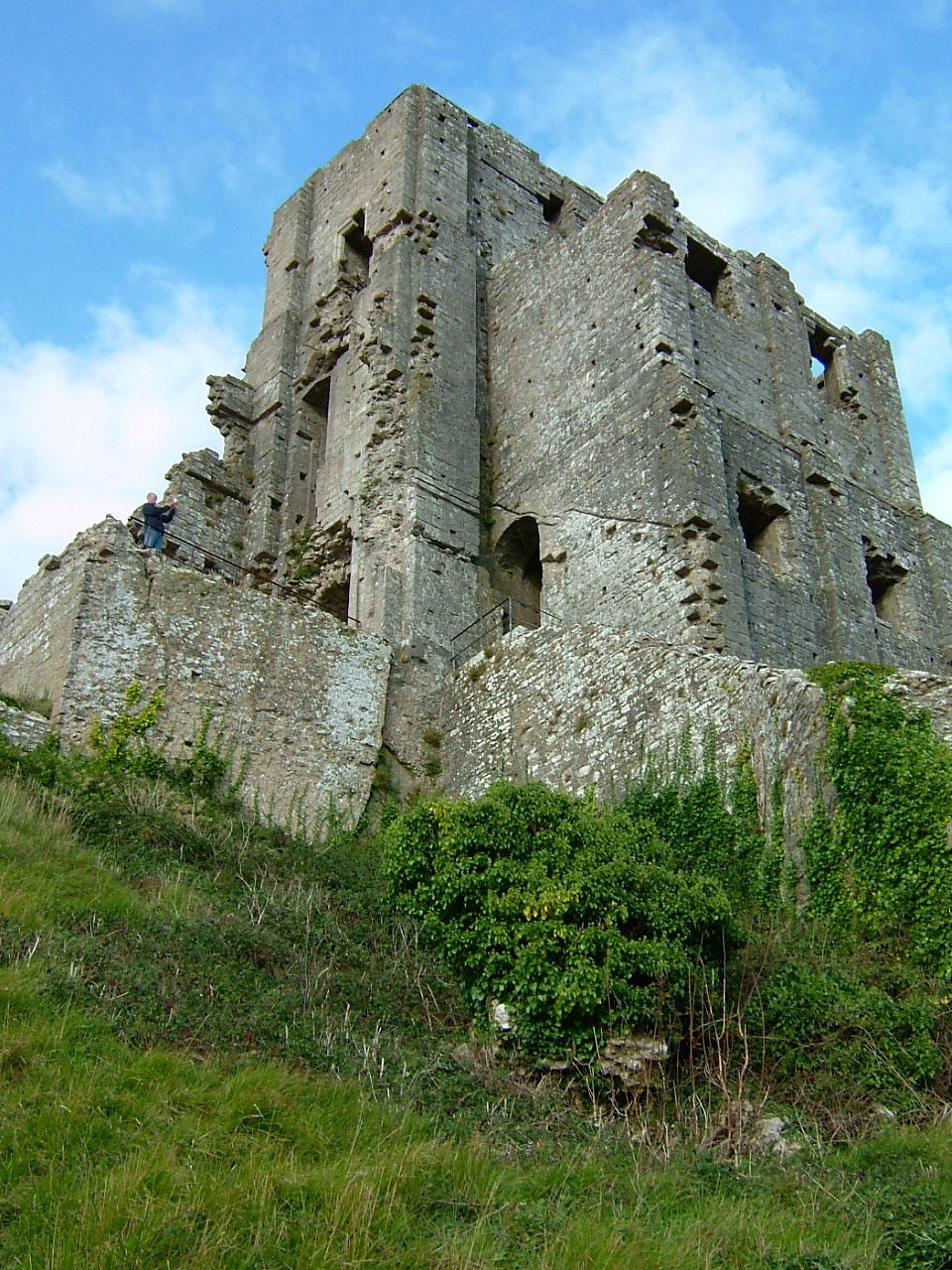
Замок Корф

В другом раннем источнике, жизнеописании Освальда Вустерского, приписываемом Бёртфету из Рамси, добавлено, что Эдуард был убит советниками Этельреда, атаковавшими его, когда он сходил с лошади. Источник также пишет, что тот был похоронен в Уорхэме без церемоний. Архиепископ Вульфстан упоминает смерть короля в своей «Sermo Lupi ad Anglos», написанной не позднее 1016 года. По недавнему исследованию его слова переводятся (на современный английский) так:
«И великое предательство господина также есть в этом мире, когда человек предаёт своего господина смерти … Эдуард был предан и убит, а после сожжён …»Оригинальный текст (англ.)
And a very great betrayal of a lord it is also in the world, that a man betray his lord to death... Edward was betrayed, and then killed, and after that burned ...

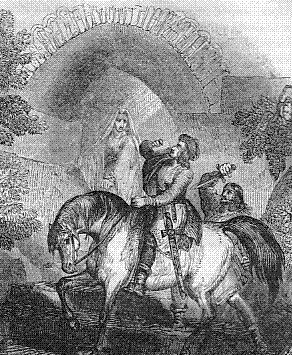
Эльфрида наблюдает за смертью Эдуарда:; из викторианского издания «Книги мучеников» Джона Фокса

Поздние источники, более далёкие от событий, такие как работа XI века «Passio S. Eadwardi» и Иоанн Вустерский, утверждают, что Эльфрида только организовала убийство короля, тогда как Генрих Хантингдонский пишет, что она убила Эдуарда сама.
Современные историки предлагают различные версии смерти Эдуарда, среди которых можно выделить три основных. Согласно первой, Эдуард был убит, как рассказано в жизнеописании Освальда, знатью из окружения Этельреда или в результате личной ссоры, или в желании возвести на трон своего господина. В жизнеописании Освальда Эдуард показан непостоянным юношей, который, как пишет Фрэнк Стентон: «обидел многих важных лиц невыносимым буйством речи и поведения. Ещё долго после того, как он был причислен к лику святых, люди помнили, что вспышки его ярости тревожили всех, кто его знал, особенно членов его собственной семьи».
По второй версии, в убийстве была замешана Эльфрида, либо спланировавшая его, либо позволив убийцам остаться безнаказанными.
Сторонники третьего варианта событий отмечают, что в 978 году Эдуард был практически готов к самостоятельному управлению страной, и предполагают, что за убийством стоял элдормен Эльфхир, который хотел сохранить своё влияние и предотвратить месть Эдуарда за действия Эльфхира в начале его правления. Джон также отмечает это и интерпретирует участие Эльфхира в перезахоронении как покаяние в убийстве.

## Посмертное почитание

### Перезахоронение и ранний культ

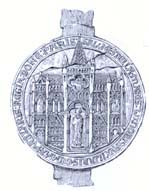
Большая печать Шафтсберийского аббатства, где хранились мощи Эдуарда до Английской Реформации

Тело Эдуарда пролежало в Уорхеме год, пока не было вынуто из могилы. Перезахоронение инициировал Эльфхир, возможно, в знак примирения. По жизнеописанию Освальда, тело было найдено нетленным. Оно было перевезено в Шафтсберийское аббатство, связанный с королевской семьёй женский монастырь, которому пожаловал земли Альфред Великий и где, как считалось, провела последние годы своей жизни бабушка Эдуарда и Этельреда Эльфгифу Шафтсберийская.
Перезахоронение останков Эдуарда сопровождалось торжественной церемонией. В поздних источниках, таких как «Passio S. Eadwardi», представлены более подробные версии событий. В упомянутом источнике сказано, что тело Эдуарда было скрыто в болоте, где было обнаружено из-за исходящего из него света. «Passio» датирует перезахоронение 18 февраля.
В 1001 году мощи Эдуарда (он считался святым, хотя не был канонизирован) были перенесены на более значимое место в Шафтсберийском монастыре. Как считается, церемонией управлял тогдашний архиепископ Шерборнский Вулфсиг III (Вулсин), сопровождаемый старшим священнослужителем, названным в «Passio» Элсинусом. Король Этельред, озабоченный угрозой датского вторжения, не присутствовал на церемонии лично, но в конце 1001 года пожаловал монахиням из Шафтсбери земли в Брадфорд-он-Эйвон; эти события считаются связанными. Календарь святых XIII века относит перенос тела к 20 июня.
Распространение культа Эдуарда объясняется по-разному. Иногда оно воспринимается как народное движение, или же результат политической атаки на Этельреда бывшими сторонниками Эдуарда. Напротив, Этельред рассматривался как одна из ключевых сил в продвижении культа Эдуарда и его сестры Эдифи (Эдита Уилтонская). Некоторые источники утверждают, что он законодательно установил соблюдение праздничных дней Эдуарда. Непонятно, относится ли это нововведение, вероятно подготовленное Вульфстаном II, к правлению Этельреда. Оно могло быть обнародовано Кнудом. Дэвид Ролласон обращает внимание на возросшую в это время важность других святых королевской крови. Среди них племянники короля Кента Эгберта I, убитые им в борьбе за власть, и святые из Мерсии Кинехельм и Вигстан.

### Поздний культ
Во время Реформации в Англии XVI века, Генрих VIII провозгласил роспуск монастырей и многие святые места были уничтожены. Мощи Эдуарда были спрятаны и избежали осквернения.
В 1931 году мощи были обнаружены Уилсоном-Клариджем во время археологических раскопок; то, что останки принадлежат Эдуарду, было подтверждено остеологом Стауэллом. В результате исследований было установлено, что, скорее всего, молодой человек был убит тем же образом, что и Эдуард. Уилсон-Кларидж хотел, чтобы мощи были переданы Русской православной церкви заграницей. Его брат, однако, желал вернуть их в Шафтсберийское аббатство. Несколько десятилетий мощи пролежали в банке Уокинга, Суррей, из-за нерешённого спора: какой церкви нужно их передать.
В конце концов, мощи были переданы Русской православной церкви заграницей и размещены на кладбище Бруквуд в Уокинге. Также было организовано монашеское братство святого Эдуарда.
В православии Эдуард считается страстотерпцем, святым, принявшим смерть во имя любви к Христу. Эдуард не был официально канонизирован, но также почитается как святой в католичестве и англиканстве. Его день в календаре святых — 18 марта, день его смерти. В православии он почитается также второй раз 3 сентября.